# Соходол (Хунедоара)
Соходол (рум. Sohodol) — село у повіті Хунедоара в Румунії. Входить до складу комуни Лелесе.
Село розташоване на відстані 304 км на північний захід від Бухареста, 25 км на південний захід від Деви, 136 км на південний захід від Клуж-Напоки, 111 км на схід від Тімішоари.

## Населення
За даними перепису населення 2002 року у селі проживали 35 осіб, усі — румуни. Усі жителі села рідною мовою назвали румунську.